# 峨山街道
峨山街道是中华人民共和国四川省乐山市峨眉山市下辖的一个街道，地处峨眉山山脚，峨眉山市市境北部偏东，东北接胜利镇，东连桂花桥镇，西南接罗目镇，西北靠黄湾乡，北与绥山镇接壤，距峨眉山市市区3公里。成绵乐城际铁路、乐西干线二级公路、乐峨高速公路、306省道、103国道宽穿镇而过，交通便捷。全镇幅员面积13.68 平方公里。峨山镇下辖4个村和1个社区，分别是冠峨村、吴岗村、中王村、惠邻村和马路桥社区，全镇总人口约11906人，其中城镇人口6011人，农业人口5895。

## 行政区划
峨山街道下辖以下地区：
峨眉山市峨山镇马路桥社区、中王村、吴岗村、惠邻村和冠峨村。